# Richard Stanhope
Richard Courtney Stanhope (ur. 27 kwietnia 1957 w Blackpool) – brytyjski wioślarz, srebrny medalista igrzysk olimpijskich i dwukrotny medalista mistrzostw świata.

## Kariera
Wystąpił na igrzyskach olimpijskich w Moskwie w 1980, gdzie osada Wielkiej Brytanii w składzie: Duncan McDougall, Allan Whitwell, Henry Clay, Chris Mahoney, Andrew Justice, John Pritchard, Malcolm McGowan, Richard Stanhope i Colin Moynihan (sternik) zdobyła srebrny medal w ósemkach. W finale uplasowali się o 2,87 sekundy za osadą NRD i o 0,74 sekundy przed osadą ZSRR. Na rozgrywanych cztery lata później igrzyskach olimpijskich w Los Angeles zajął 12. miejsce w dwójkach bez sternika. Następnie wystartował na igrzyskach olimpijskich w Seulu w 1988, gdzie był czwarty w ósemkach. W finale Brytyjczycy przegrali walkę o podium z osadą USA o 3,33 sekundy. Brał także udział w rozgrywanych w 1992 igrzyskach olimpijskich w Barcelonie, gdzie zajął siódme miejsce w czwórkach bez sternika. 
W ósemkach zdobył także srebro na mistrzostwach świata w Monachium (1981) oraz brąz na mistrzostwach świata w Wiedniu (1991). 
Zdobył również srebrny medal w ósemkach na igrzyskach Wspólnoty Narodów w Edynburgu (1986). 
Jego żona, Rachel Hirst, także była wioślarką.